# 1126
Het jaar 1126 is het 26e jaar in de 12e eeuw volgens de christelijke jaartelling.

## Gebeurtenissen
- 25 januari - Slag bij Marj es-Suffar: Onbesliste slag tussen de kruisvaarders onder Boudewijn II van Jeruzalem en Damascus onder Buriden. De kruisvaarders moeten hun doel, het veroveren van Damascus, opgeven.
- Kalief al-Mustarshid komt in opstand tegen sultan Mahmud II, maar wordt verslagen.
- De abdij van Grimbergen wordt gesticht (jaartal bij benadering)
- De Brahmasphuta-siddhanta wordt vertaald van het Arabisch in het Latijn.
- Graaf Rupert I van Laurenburg sticht Klooster Schönau.
- Voor het eerst genoemd: Amerongen, Chiba, Cothen

## Opvolging
- Aquitanië, Poitiers en Gascoigne - Willem IX opgevolgd door zijn zoon Willem X
- Beieren - Hendrik de Zwarte opgevolgd door zijn zoon Hendrik de Trotse
- Castilië en León - Urraca opgevolgd door haar zoon Alfons VII
- aartsbisdom Maagdenburg - Rüdiger opgevolgd door Norbertus
- Maine - Ermengarde opgevolgd door haar echtgenoot Fulco V van Anjou
- Moravië-Olomouc - Otto II opgevolgd door zijn neef Wenceslaus
- Ponthieu - Willem I opgevolgd door zijn zoon Gwijde II
- bisdom Straatsburg - Bruno van Hochberg opgevolgd door Everhard
- Zweden - Ragnvald Knaphövde opgevolgd door Magnus Nilsson (jaartal bij benadering)

## Geboren
- Averroes, Andalusisch filosoof
- Fan Chengda, Chinees schrijver en geograaf
- Peter, Frans prins, heer van Courtenay
- Yutog Sarma Yönten Gönpo, Tibetaans geneeskundige
- Abu Madyan, Andalusisch mysticus (jaartal bij benadering)
- Hendrik I, graaf van Champagne (jaartal bij benadering)
- Mieszko III, hertog en groothertog van Polen (1138-1177) (jaartal bij benadering)

## Overleden
- 10 februari - Willem IX (54), hertog van Aquitanië (1086-1126)
- 18 februari - Otto II (~26), hertog van delen van Moravië (1109-1126)
- 8 maart - Urraca (43), koningin van Castilië en León (1109-1126)
- 1 september - Swatawa van Polen (~78), echtgenote van Vratislav II van Bohemen
- 13 december - Hendrik de Zwarte, hertog van Beieren (1120-1126)
- Celestinus II, (tegen)paus (1124)
- Constance van Frankrijk, Frans prinses, echtgenote van Hugo I van Champagne en Bohemund II van Alexandrië
- Ermengarde, gravin van Maine
- Gwijde van Milly, Frans kruisvaarder
- Hugo I, graaf van Champagne
- Al-Tutili, Andalusisch dichter
- Edgar Ætheling, Engels kroonpretendent (jaartal bij benadering)
- 1 oktober - Morphia van Melitene, echtgenote van Boudewijn II van Jeruzalem (jaartal bij benadering)